# Walter Blasi
Walter Blasi (* 7. Mai 1954 in Wien) ist ein österreichischer Ministerialbeamter und Militärhistoriker.

## Leben
Blasi besuchte den neusprachlichen Zweig des BRG 21 im 21. Wiener Gemeindebezirk (Floridsdorf). Nach der Matura begann er 1973/74 ein Jusstudium in Wien. 1974 leistete er seinen ordentlichen Präsenzdienst beim Fernmeldeaufklärungsbataillon des Versorgungsregiments 1 des Bundesheers ab. Danach wurde er Vertragsbediensteter im Heeres-Nachrichtenamt des Bundesministeriums für Landesverteidigung in Wien. 1980 legte er die Verwaltungsdienstprüfung ab und wurde Beamter.
Von 1991 bis 1995 studierte er Geschichte an der Universität Wien (Sponsion 1995). Er erhielt für die Diplomarbeit den Förderpreis des Ludwig-Jedlicka-Gedächtnispreises (1995) und für seinen ausgezeichneten Studienabschluss den Leopold-Figl-Preis. Danach begann er ein Doktoratsstudium. 2000 wurde er mit einer durch Bertrand Michael Buchmann und Lothar Höbelt betreuten Dissertation über Emil Liebitzky zum Dr. phil. promoviert. Er wurde mit dem Förderpreis des Werner-Hahlweg-Preises für Militärgeschichte und Wehrwissenschaften ausgezeichnet.
Von 1998 bis 2001 trat er in den Dienst des Militärwissenschaftlichen Büros des Bundesministeriums für Landesverteidigung und Sport in Wien. Von 2001 bis 2003 war er im Fachbereich Militärische Zeitgeschichte der Landesverteidigungsakademie tätig. Im Anschluss war er Referent für die die Themen k.u.k. Kriegsmarine und Luftfahrtruppen im Österreichischen Staatsarchiv – Kriegsarchiv. Seit 2006 ist er wissenschaftlicher Mitarbeiter am Institut für Wissenschaft und Forschung der Sicherheitsakademie am Bundesministerium für Inneres.
Blasi veröffentlichte auf den Gebieten Militär- und Zeitgeschichte, Eisenbahnwesen und Kfz-Geschichte. Er ist gegenwärtig Autor bei der virtuellen Ausstellung „100 Jahre erster Weltkrieg“ des Österreichischen Staatsarchivs.
Er war u. a. Generalsekretär der Österreichischen Gesellschaft für Heereskunde.

## Schriften (Auswahl)
- Vom Fin de siècle bis zur Ära Kreisky. Erlebte österreichische Geschichte am Beispiel des Jaromir Diakow (= Beiträge zur neueren Geschichte Österreichs. Band 5). Lang, Frankfurt am Main u. a. 1996, ISBN 3-631-30304-1.
- General der Artillerie Ing. Dr. Emil Liebitzky – Österreichs »Heusinger«? (= Militärgeschichte und Wehrwissenschaften, Band 6). Bernard & Graefe, München 2002, ISBN 978-3-7637-6239-2.
- Hrsg. mit Erwin A. Schmidl, Felix Schneider: B-Gendarmerie, Waffenlager und Nachrichtendienste. Der militärische Weg zum Staatsvertrag. Böhlau, Wien u. a. 2005, ISBN 3-205-77267-9.
- Soldat auf zwei Rädern. Die Motorräder des Bundesheeres der Ersten Republik (1920–1938). Verlag Militaria, Wien 2011, ISBN 978-3-902526-41-0.
- mit Bernhard Tötschinger: Die k. u. k. Luftfahrtruppen. Zur Geschichte von Österreich-Ungarns „Luftakrobaten“. Edition Winkler-Hermaden, Schleinbach 2017, ISBN 978-3-9504274-6-2.